# Ángel Mahler
Ángel Jorge Pititto, conocido con el seudónimo de Ángel Mahler (Buenos Aires, 23 de mayo de 1960-Buenos Aires, 25 de mayo de 2025), fue un compositor, director de orquesta argentino que fungió como ministro de cultura de la ciudad de Buenos Aires entre julio del 2016 y diciembre del 2017. Se destacó como compositor para musicales teatrales.

## Biografía
Su nombre de nacimiento fue Ángel Jorge Pititto, pero en 1996 solicitó el cambio de su apellido, legalmente, por el que había elegido por seudónimo: Mahler. Sin embargo, el tribunal falló en contra considerando que el cambio iba más allá de las posibilidades de la ley y sugiriendo, en el propio fallo, la modificación de la grafía del apellido o bien la supresión de algunas de sus letras.
Su obra Drácula, el musical representa un ícono en la historia del musical argentino. Desde su estreno en 1991 en el estadio Luna Park, ha vendido más de tres millones de entradas, y obtuvo los más prestigiosos premios: ACE, Estrella de mar, Prensario, etc. a la mejor música. Drácula cuenta con 6 temporadas en el Luna Park de Buenos Aires; 3 temporadas en el Teatro Ópera de Buenos Aires; una en Villa Carlos Paz (1999) y en Mar del Plata (1993). También 4 giras nacionales (1991-1992, 1998-1999, 2003, 2007) como también internacionales: Chile (1992, 2007); Barcelona (España, 1995), Brasil (2000) y Uruguay (2007).
La dupla Cibrián-Mahler se convirtió con los años en la creadora más prolífica de musicales de la Argentina, y se volvió un clásico de la cartelera porteña.

## Obra

### Música para musicales con Pepe Cibrián
En 1983 —cuando trabajaba en una tienda de venta de pianos— fue convocado por Pepe Cibrián Campoy para realizar los arreglos de la primera versión de Calígula, cuya música había sido compuesta por Martín Bianchedi. Durante el resto de la década del '80 compuso la música de las obras de Cibrián, en conjunto con Bianchedi. En el año 1991, estrena junto a Cibrián –ya sin Bianchedi– el mayor éxito de ambos: Drácula, el musical. De esta dupla nacieron los musicales:
- 1983: Calígula (arreglos sobre la música original de Martín Bianchedi. Nueva versión –con música del propio Mahler– en 2002. Reposiciones de la misma en 2005 y 2013).
- 1984: George Sand (compuesta junto a Martín Bianchedi).
- 1985: Mágico Burdel (compuesta junto a Martín Bianchedi).
- 1986: Los Borgia (compuesta junto a Martín Bianchedi).
- 1987: Divas (compuesta junto a Martín Bianchedi).
- 1988: Aquí no podemos hacerlo (arreglos sobre la música original de Luis María Serra. Reposición. Versión original en 1978. Otras reposiciones en 1994, 2002 y 2016).
- 1989: Y al final... Otra vez (2 canciones compuestas junto a Martín Bianchedi).
- 1990: Cleopatra (compuesta junto a Martín Bianchedi. Nueva versión estrenada en gira en 2001).
- 1990: Los de la legua (compuesta junto a Martín Bianchedi).
- 1991: Las dulces niñas (arreglos sobre la música original de Luis María Serra).
- 1991: Drácula, el musical (Reposiciones en 1992, 1994, 1997, 2000, 2003, 2007, 2011, 2016 y 2022).
- 1993: El Jorobado de París (Nuevas versiones en 1995, 2006, 2013 y 2024).
- 1998: David, el rey
- 2001: Las mil y una noches (Nueva versión en 2004. Reposición de la misma en 2010).
- 2001: Sueños en blue
- 2002: Las extras
- 2003: El fantasma de Canterville (Reposición en 2008).
- 2004: La importancia de llamarse Wilde (Nueva versión en 2015).
- 2004: Tacos, mujeres en terapia (adaptación de Sueños en blue).
- 2005: Dorian Gray, el retrato (Reposición en 2013).
- 2005: El ratón Pérez (Reposición en 2010).
- 2005: Alondra, una mujer inolvidable (Nueva adaptación de Sueños en blue y Tacos, mujeres en terapia).
- 2006: El gato con botas (Reposición en 2009).
- 2006: Edelweiss
- 2008: 4: Un musical joven
- 2009: Otelo
- 2009: 30 Días
- 2012: Excalibur, una leyenda musical
- 2014: Mireya, un musical de tango

### Música para comedias musicales de otros autores
- 1997: Hechos de los apóstoles
- 1998: Kolbe
- 2000: Jesús de Nazareth
- Lucifer, el último enemigo
- Yerma
- Las d’ enfrente
- Mamá es una estrella
- Eufrasia, el amor que cruzó el océano
- El Mago de Oz (comedia musical infantil).
- Pulgarcito (comedia musical infantil).
- Pulgarcito 2 (comedia musical infantil).
- La bella durmiente (comedia musical infantil).
- Mucho ruido y pocas nueces (comedia musical infantil).
- Mi adorable polillita (comedia musical infantil).
- Sandokán (comedia musical infantil).
- Odisea (comedia musical infantil).
- La zapatera prodigiosa (comedia musical infantil).
- Cenicienta (musical infantil).
- Robin Hood (comedia musical infantil).
- 2015: La princesita Sara (comedia musical infantil).
- 2016: “Salvaje” (comedia musical).

### Música para cine
- 1986: Otra historia de amor
- 1987: Los taxistas del humor
- 1988: Gracias por los servicios
- 1992: Tómame (inédita).

### Música clásica
Actualmente Mahler está abocado a la composición de música sinfónica, entre la cual se destaca:
- 2003: Drácula, el musical (suite)
- 2003: Obertura «La Esmeralda»
- 2003: Adagio para violonchelo y orquesta
- 2007: Trío para violín, y chelo, op. 21, n.º 1
- 2007: Poema sinfónico n.º 1, en do menor
- 2007: Romanza para violín y orquesta
- 2007: El jorobado de París (suite)

### Otros
Entre 1982 y 1983 formó parte como músico estable de la banda nacional de rock progresivo y sinfónico Espíritu con la cual grabó dos discos, Espíritu (de 1982) y En movimiento (de 1983), aportando en ambos algunos temas de su autoría o como coautor.
Compuso música para telenovelas y películas, trabajó también para las cantantes Sandra Mihanovich y Marilina Ross. Ha recibido prestigiosos premios a nivel nacional. Realizó los arreglos y dirección musical de tres temas para la comedia infantil Flavia y Grock en las Estrellas de 1988 junto a Ricardo Albarracin Sarmiento.

### Programa de televisión
Su primer programa fue El Ángel de Pepe, ciclo presentado en ATC en 1994.
En 2007 presentó en Canal 7 Aquí podemos hacerlo, un programa que tuvo como fin encontrar nuevos talentos intérpretes para las obras de Cibrián. Después de un casting que convocó a 10 000 personas, los seleccionados conformaron parte del elenco de El jorobado de París, que se presentó en el Teatro Nacional Cervantes durante septiembre de 2007, y para 4: un musical joven, en el Teatro Broadway en el año 2008.